# 柔道整復師学校養成施設指定規則
柔道整復師学校養成施設指定規則（じゅうどうせいふくしがっこうようせいしせつしていきそく）は、昭和47年5月13日に、日本国の柔道整復師法に基づき昭和47年文部省・厚生省令第2号として公布された省令である。

## 教育内容
- 基礎分野
  - 科学的思考の基盤
  - 人間と生活
- 専門基礎分野
  - 人体の構造と機能
  - 疾病と傷害
  - 保健医療福祉と柔道整復の理念
- 専門分野
  - 基礎柔道整復学
  - 臨床柔道整復学
  - 柔道整復実技（臨床実習を含む。）